# Trần Trung
Trần Trung (1924–1979), tên thật là Nguyễn Đức Hỷ, là một nhà hoạt động cách mạng và chính khách Việt Nam.

## Tiểu sử
Trần Trung sinh năm 1924 ở làng Cổ Loa, tổng Cổ Loa, huyện Đông Anh, tỉnh Phúc Yên, nay là xã Cổ Loa, huyện Đông Anh, thành phố Hà Nội. Tháng 3 năm 1945, ông bắt đầu tham gia phong trào Việt Minh, cùng Đào Duy Tùng, Trương Quốc Thái, Trương Văn Đông, Nguyễn Văn Phòng,... gia nhập tổ chức Thanh niên Cứu quốc dưới sự chỉ đạo của Trần Đăng Ninh. Tháng 9 năm 1945, ông được kết nạp vào Đảng Cộng sản Đông Dương.
Tháng 2 năm 1948, ông được Ban Thường vụ Liên khu ủy I điều về làm Phó Bí thư Tỉnh ủy Thái Nguyên. Tháng 3, Bí thư Tỉnh ủy thay Lê Hoàng nhận công tác khác, đến tháng 4 thì Liên khu ủy mới chỉ định Lê Thanh thay thế. Trong khoảng thời gian giữa tháng 3 và tháng 4, Trần Trung là Quyền Bí thư. Ông giữ chức vụ Phó Bí thư tới tháng 6 cùng năm. Năm 1949, ông được rút về làm Chánh văn phòng Liên khu ủy Việt Bắc. Cuối năm 1950, ông được phân công làm Bí thư Tỉnh ủy Bắc Giang thay cho Bùi Việt Hồng bị kỷ luật. Tháng 4 năm 1951, tại Đại hội đại biểu Đảng bộ tỉnh Bắc Giang lần thứ ba, ông chính thức được bầu làm Bí thư Tỉnh ủy. Tháng 12, ông được bầu làm Chủ tịch Ủy ban Kháng chiến hành chính tỉnh Bắc Giang và giữ chức vụ này đến năm 1957. Năm 1961, ông tiếp tục được bầu làm Bí thư Tỉnh ủy Bắc Giang.
Ngày 27 tháng 10 năm 1962, Quốc hội quyết định hợp nhất tỉnh Bắc Ninh và Bắc Giang thành tỉnh Hà Bắc. Ngày 7 tháng 1 năm 1963, Tỉnh ủy Bắc Ninh và Tỉnh ủy Bắc Giang hợp nhất, thành lập Tỉnh ủy lâm thời tỉnh Hà Bắc do Trần Trung làm Bí thư Tỉnh ủy. Tháng 10, tại Đại hội đại biểu tỉnh Hà Bắc lần thứ nhất, ông chính thức được bầu làm Bí thư Tỉnh ủy. Tháng 5 năm 1965, ông được điều về Trung ương, làm Tổng cục phó Tổng cục Vật tư. Năm 1969, Tổng cục Vật tư chuyển đổi thành Bộ Vật tư, ông tiếp tục công tác trong Bộ. Tháng 5 năm 1969, ông được bổ nhiệm làm Thứ trưởng Bộ Vật tư và giữ chức vụ này cho đến khi mất. Ngày 15 tháng 3 năm 1979, ông mất trên đường công tác và được Chính phủ công nhận là Liệt sỹ .